# 스도 리사
스도 리사(일본어: 須藤 理彩, 1976년 7월 24일 ~ )는 일본의 배우이다. 가나가와현 출생. 취미는 음악감상, 스노우보드이다. 고등학교 육상부 시절 200M를 25.2초의 기록으로 가나가와현 지역의 1위 스프린터였다. 인터 하이에서도 준결승까지 진출하며, 전국에서 최고 16위 안에 들었다.

## 작품

### TV 드라마
- 2010년	《심야식당 2》- 오차즈케 시스터즈의 매화: 미키 역
- 2009년	《심야식당 1》- 오차즈케 시스터즈의 매화: 미키 역
- 2005년	《전차남》- 미즈키 유코 역
- 2004년	《메다카》- 카와하라 유키코 역
- 2004년	《라스트 프레젠트》- 히로카와 쿠루미 역
- 2004년	《미드나이트 고스트 투어》- 카시와바라 쿄코 (에피소드 7) 역
- 2003년	《나의 마법사》- 우치노미 카오리 역
- 2003년	《최후의 변호인》- 이시다 료코 역
- 2002년	《토시이에와 마츠》- 고히메 역
- 2002년	《더블 스코어》- 핫토리 미카 (24세) 역
- 2001년	《구명병동24시》- 사쿠라이 유키 (25세) 역
- 2001년	《로켓 보이》- 마츠이 미츠코 역
- 2001년	《블랙잭 III》 - 아카이시 미유키 역
- 2001년	《안티크~서양골동양과자점~ - 토오야마 미도리 (에피소드 5) 역
- 2000년	《내사랑 사쿠라코(야마토나데시코)》- 오쿠야마 나미 역
- 1999년	《라센》 - 니시지마 미사키 역
- 1999년	《구명병동24시》- 사쿠라이 유키 (21세) 역
- 1997년	《유리가면》

### 영화
- 2010년 《번개나무》오하츠 역
- 2011년 《우리들이 있었다》다케우치 아야카 역
- 2015년 《심야식당》